# Pimpla spuria
Pimpla spuria är en stekelart som beskrevs av Johann Ludwig Christian Gravenhorst 1829. Pimpla spuria ingår i släktet Pimpla och familjen brokparasitsteklar. Enligt den finländska rödlistan är arten nära hotad i Finland. Arten är reproducerande i Sverige. Artens livsmiljö är skogar. Inga underarter finns listade i Catalogue of Life.